# School of Fish
School of Fish var ett band som spelade alternativ rock. Bandet grundades 1989 och upplöstes 1994.
Bandet signerade 1990 skivkontrakt med Capitol Records. Deras självbetitlade album släpptes mars 1991, och följdes av deras första singel, "3 Strange Days". Samma år var de med på en konsert arrangerad av KROQ, Acoustic Christmas. Andra studioalbumet bandet släppte, Human Cannonball, släpptes 1993. Det albumet sålde dock inte lika bra som bandets debutalbum, och inte långt efter att det albumet släppts, upplöstes bandet.
Sångaren i bandet, Josh-Clayton-Felt, dog 19 januari 2000 vid 32 års ålder, av testikelcancer. Han släppte flera soloalbum och en del har givits ut postumt. Soloalbumen är följande: Inarticulate Nature Boy (1995), Felt Like Making a Live Record (1996), Beautiful Nowhere (1999), Spirit Touches Ground (2002), samt Center of Six (2003).

## Medlemmar
Ordinarie medlemmar
- Josh Clayton-Felt – sång, gitarr (1989–1994; död 2000)
- Michael Ward – gitarr, sång (1989–1994)
- Dominic Nardini – basgitarr (1990–1991)
- Michael "M.P." Petrak – trummor (1990–1991)
- John Pierce – basgitarr, cello (1992–1994)
- Josh Freese – trummor (1992–1993)
- David Lipson – basgitarr (1989)
- Craig Aaronson – trummor (1989)

Turnerande medlemmar
- Chad Fischer – trummor (1991–1994)
- Chris MacDonald – basgitarr (1991–1992)

## Diskografi
Album
- School of Fish (1991)
- Human Cannonball (1993)

EP
- Live in L.A. 8/22/91 (1991)
- The Wrong Sampler (1991)
- Take Me Anywhere (1993)

Singlar
- "3 Strange Days" / "Let's Pretend We're Married" (1991)